# Scalextric

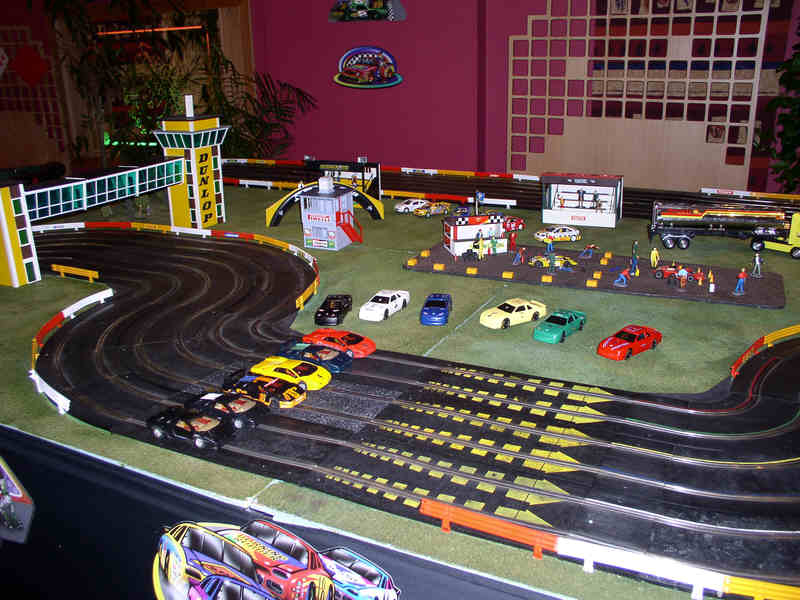
Scalextricのコースと車両

Scalextric (スケーレックストリック) はイギリスのホーンビィ傘下のスロットカーブランド。

## 概要
1957年に登場したスロットカーのブランドで、主に1/32スケールで展開している。当初はミニモデルズ社 (Minimodels ) によって展開されていたが、後に買収や倒産を経て鉄道模型メーカーであるホーンビィ (Hornby ) のスロットカーブランドとなった。一時期1/24スケールも手がけていた。
2004年にデジタル式のレーンチェンジシステム「Sport」 (後述) を導入した。デジタル式車両はアナログ式コースを走行できるものの、アナログ式車両はデジタルキットを組み込まなければデジタル式コースでは使用できない。一部のアナログ製品では車体の大きさの都合上、デジタルキットを組み込むことが出来ないため注意が必要である。
スペインとメキシコにおいては、ホーンビィではなくSCXによって展開されている。日本語ではスケーレックストリック、スケーレクストリック、スケーレックスなどと呼称される。

## 歴史
1947年、ロンドン郊外のミルヒル (Mill Hill ) においてフレッド・フランシス(Fred Francis ) によってミニモデルズ社が創業された。同社では当初ブリキ製の模型を製造していた。1952年に「スケーレックス」 (SCALEX ) の名でぜんまい仕掛けの自動車模型を発売し成功をおさめた。同時にミルヒルでは手狭になり、イングランド南部のハバント(Havant ) に移転した。1955年のロンドントイフェアに展示されていたVictory Industries (VIP) 社のスロット走行システムを参考にして、1957年より電気仕掛けのスケーレックストリック (Scalextric ) の展開を開始した。名前の由来は「Scalex + Electric」。スケールは1/30 - 1/32で、当初は車体はブリキ製、コースはラバー製であった。
1958年にラインズ・ブラザーズ社 (Lines Bros Ltd. ) に買収され、トライアング (Tri-ang ) ブランド傘下のスロットカーブランドとなった。製造はハバントのミニモデルズ社の工場で続けられた。1960年に車体がプラスチック製となり、1963年にコースもプラスチック製に変更された。トライアングの販路に乗り、ヨーロッパ、北米、オーストラリアなど世界中で展開された。1967年にラインズブラザーズ社傘下の組織改編により、ミニモデルズ社はロベックス社 (Rovex ) に吸収され、製造はハバントからロベックス社のマーゲート (Margate ) 工場へ移された。1969年にラインズ・ブラザーズ社のスロットカー部門がロベックス・トライアング社 (Rovex Tri-ang Ltd. ) となった。
1967年、アメリカやヨーロッパ諸国で普及していた1/24スケールに参入したものの、同スケールにおいて出遅れたため売り上げが伸びず、コースも種類が少なかった。1970年には撤退した。トライアングではスケーレックストリックとは別にミニック・モーターウェイ (MINIC Motor Way )と呼ばれるミニカーの走行システムを展開していたものの、スロットカーに一本化するため1970年に終了した。
1972年にラインズ・ブラザーズ社が倒産すると、ロベックス・トライアング社は複合企業体のDunbee Combex Marx (DCM) に買収された。1980年にDCMが倒産するとマネジメント・バイアウトにより、「ホーンビィ・ホビーズ」 (Hornby Hobbies Ltd. ) が設立された。1980年代から1990年代前半にかけてはスロットカー市場は低調であったものの、1990年代後半にスロットカーブームが起こり、1/64スケールにも参入した。1990年代には製造拠点がマーゲートからアジアに移された。
2002年、デジタル式の「Sport」システムを導入することが発表され2004年から発売された。このシステムによって、手元のコントローラーの操作のみで走行コースの変更が可能となった。従来のアナログ製品は「Classic」となった。

## 製品
1/32スケールと1/64スケールで展開されている。車両、コース、コントローラが一式揃ったセット販売のほか、車両単体でも販売される。豊富なアクセサリーが用意されている。
アナログ式のClassicシリーズは他社の同スケールのスロットカーシステムと互換性があったものの、デジタル式のSportには互換性は無い。
1/64スケールはマイクロ・スケーレックストリック (Micro Scalextric ) と呼ばれ、1/32スケールに比べ種類は少ない。